# Gianantonio Mazzocchin
Gianatonio Mazzocchin (Cittadella, 27 settembre 1939) è un politico italiano.

## Biografia
Nato a Cittadella, in provincia di Padova, già preside della facoltà di scienze dell'Università Ca' Foscari Venezia, nel 1992 entra nella giunta comunale di Venezia come tecnico, assumendo l'assessorato all'ambiente.
Nel 1994 aderisce al Patto Segni, per il quale si candida alle elezioni politiche del 1994, nella circoscrizione Veneto 1 ma senza successo.
Alle elezioni politiche del 1996 riesce invece ad essere eletto all'interno di Rinnovamento Italiano.
A dicembre 1998 lascia il partito di Lamberto Dini e dà luogo, assieme ad altri fuoriusciti da RI, alla componente Federalisti Liberaldemocratici e Repubblicani all'interno del gruppo misto. Aderisce quindi al Partito Repubblicano Italiano e si schiera con Luciana Sbarbati contro la linea politica di Giorgio La Malfa, che intende abbracciare la formazione de Il Trifoglio con lo SDI di Enrico Boselli e l'UpR di Francesco Cossiga.
Non rieletto alle elezioni politiche del 2001, Mazzocchin torna all'insegnamento universitario.